# Tanja Hennes
Tanja Hennes, coneguda també com a Tanja Schmidt (nom de casada), (Attendorn, Rin del Nord-Westfàlia, 30 de juny de 1971) és una antiga ciclista alemanya, professional del 2001 al 2008.

## Palmarès
- 1996
  - Vencedora de 2 etapes al Giro d'Itàlia
  - Vencedora d'una etapa a la Volta a Turíngia
- 1997
  - Vencedora d'una etapa a la Gracia ČEZ-EDĚ
- 1998
  - Vencedora d'una etapa a l'Eurosport Tour
- 2001
  - 1a a l'Albstadt-Frauen-Etappenrennen i vencedora de 2 etapes
- 2002
  - Vencedora de 2 etapes a l'Albstadt-Frauen-Etappenrennen
- 2003
  - Vencedora d'una etapa al Tour de Feminin-Krásná Lípa
  - Vencedora d'una etapa a l'Albstadt-Frauen-Etappenrennen
- 2004
  - Vencedora de 2 etapes a l'Albstadt-Frauen-Etappenrennen
  - Vencedora d'una etapa a la Volta a El Salvador
- 2005
  - 1a al Holland Ladies Tour
  - Vencedora d'una etapa a l'Eko Tour Dookola Polski
  - Vencedora d'una etapa a l'Albstadt-Frauen-Etappenrennen
- 2006
  - Vencedora d'una etapa al Trofeu d'Or
  - Vencedora d'una etapa a l'Albstadt-Frauen-Etappenrennen